# Жуниор Мапуку
Жуниор М'Пиа Мапуку (на френски език – Junior M'Pia Mapuku) е конгоански футболист, нападател.